# Николаевка (Зачепиловский район)
Никола́евка, до революции 1917 года Вши́вое (укр. Миколаївка), село,
Николаевский сельский совет,
Зачепиловский район,
Харьковская область.
Код КОАТУУ — 6322282501. Население по переписи 2001 года составляет 1190 (560/630 м/ж) человек. В 2024 году в селе зарегистрировано 854 человека.
Является административным центром Николаевского сельского совета, в который, кроме того, входит село
Абазовка.

## Географическое положение
Село Николаевка находится на реке Вшивая (Вишнёвая);
в 2-х км от места впадения её в реку Берестовая (левый приток);
выше по течению на расстоянии в 1 км расположено село Александровка,
ниже по течению примыкает к пгт Зачепиловка.
По селу проходит автомобильная дорога Т-2118.

## История
- 1750 — дата основания.

## Экономика
- Молочно-товарная и свинотоварная фермы.

## Объекты социальной сферы
- Детский сад.
- Школа.
- Клуб.
- Больница.
- Село газифицировано.